# Igreja Paroquial da Junqueira

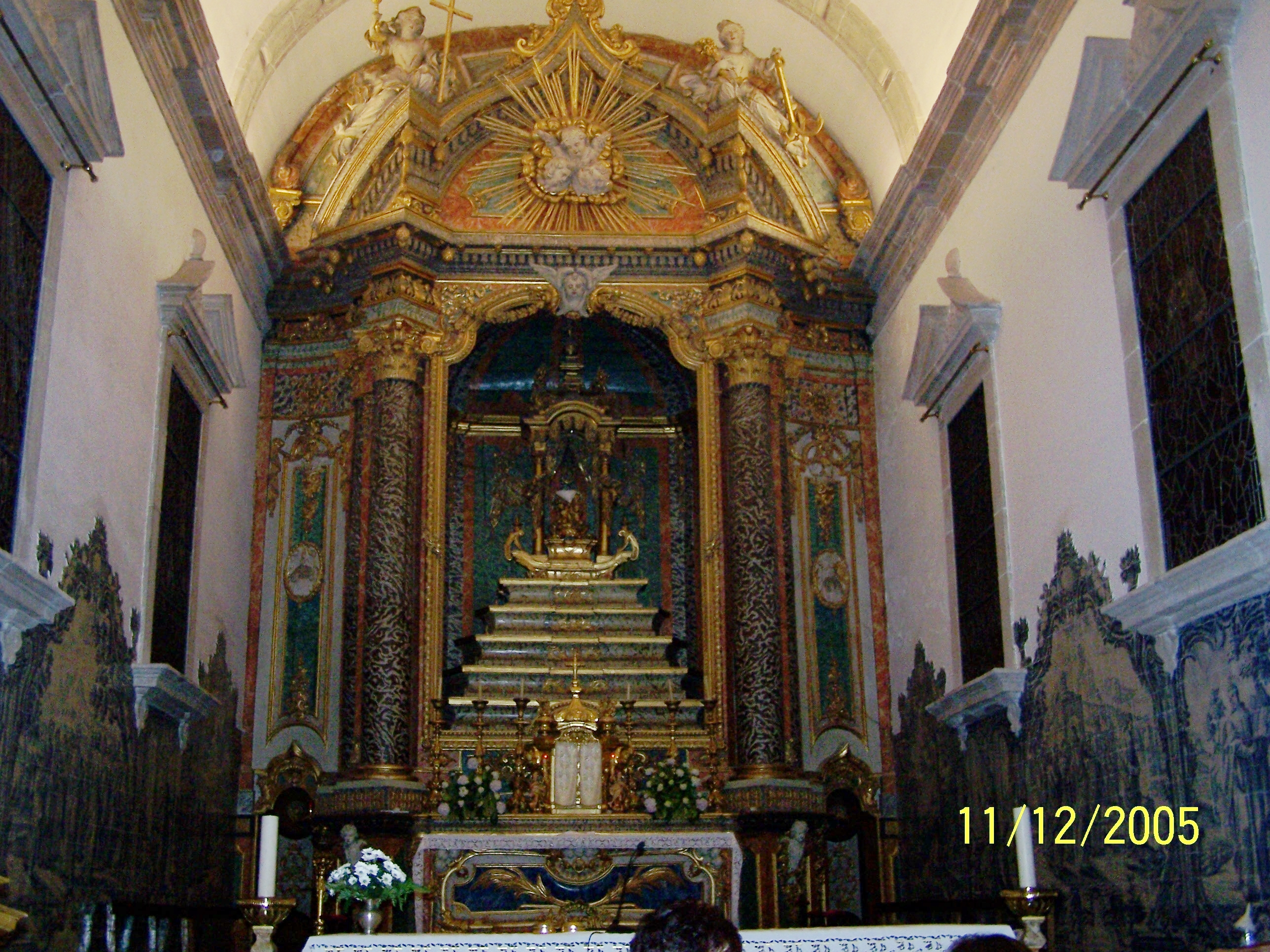
Altar Mor da Igreja Paroquial da Junqueira.

A Igreja Paroquial da Junqueira localiza-se na freguesia da Junqueira, no município de Vila do Conde, Distrito do Porto, em Portugal.
O templo, sob a invocação de São Simão e São Judas Tadeu, foi originalmente a igreja do antigo Mosteiro de São Simão da Junqueira, que está ao lado da igreja e atualmente em mãos de privados.
O Mosteiro de São Simão da Junqueira está classificado como Imóvel de Interesse Público desde 2014 sendo parecer do SIPA que este Mosteiro constitui com a Igreja do mesmo nome (edificada em 1687), um conjunto. Considera-s, sendo de todo o interesse o alargamento da classificação ao conjunto claramente monumental.

## História
O mosteiro é de origem muito antiga, sabendo-se que já existia desde o século XI. A igreja atual é o resultado de uma reedificação realizada a partir de 1687, que eliminou todos os vestígios dos edifícios medievais anteriores.

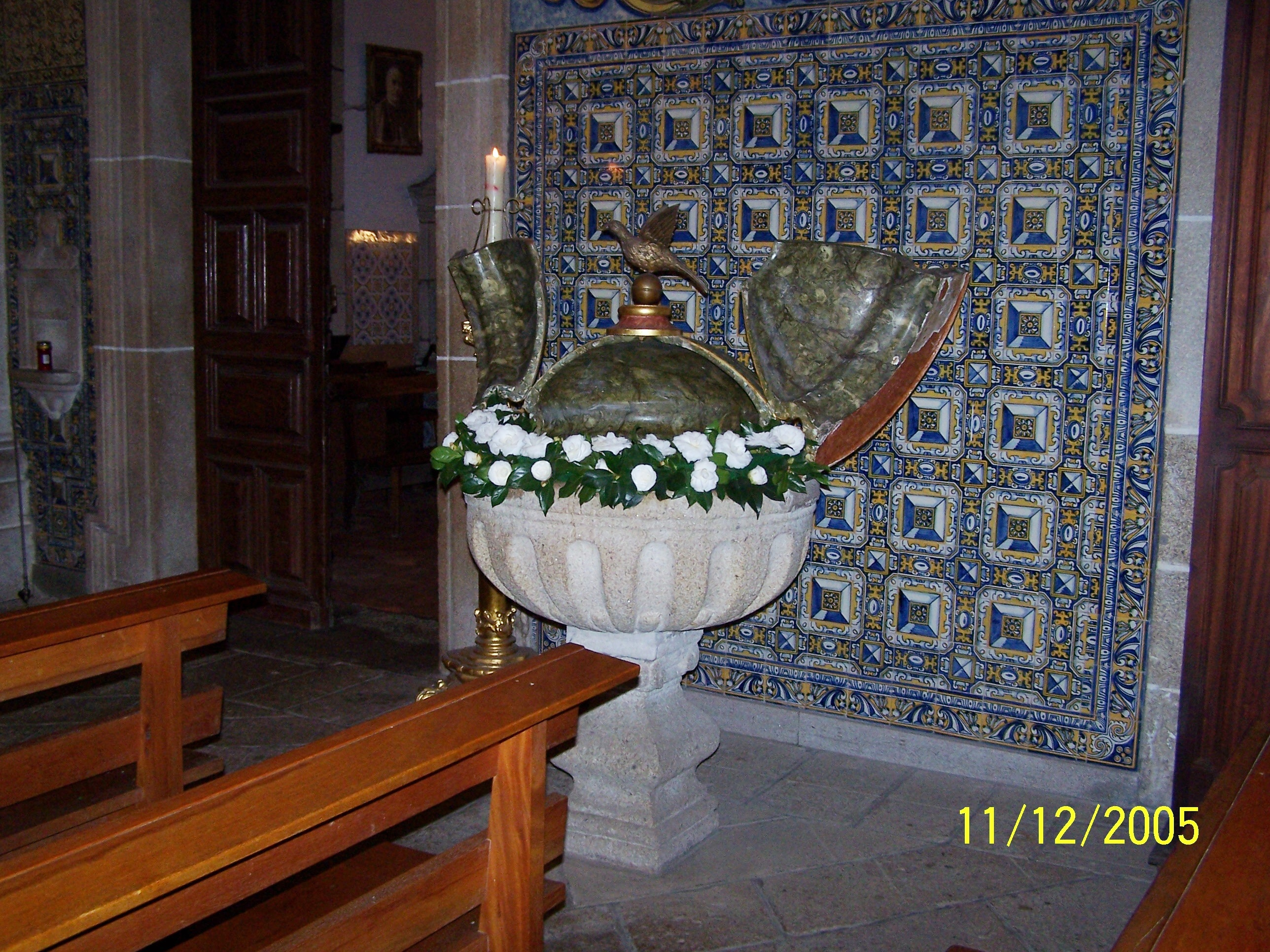
Pia Batismal

A partir de 1770, com a extinção do mosteiro, a igreja passou a servir exclusivamente à paróquia circundante.

## Características

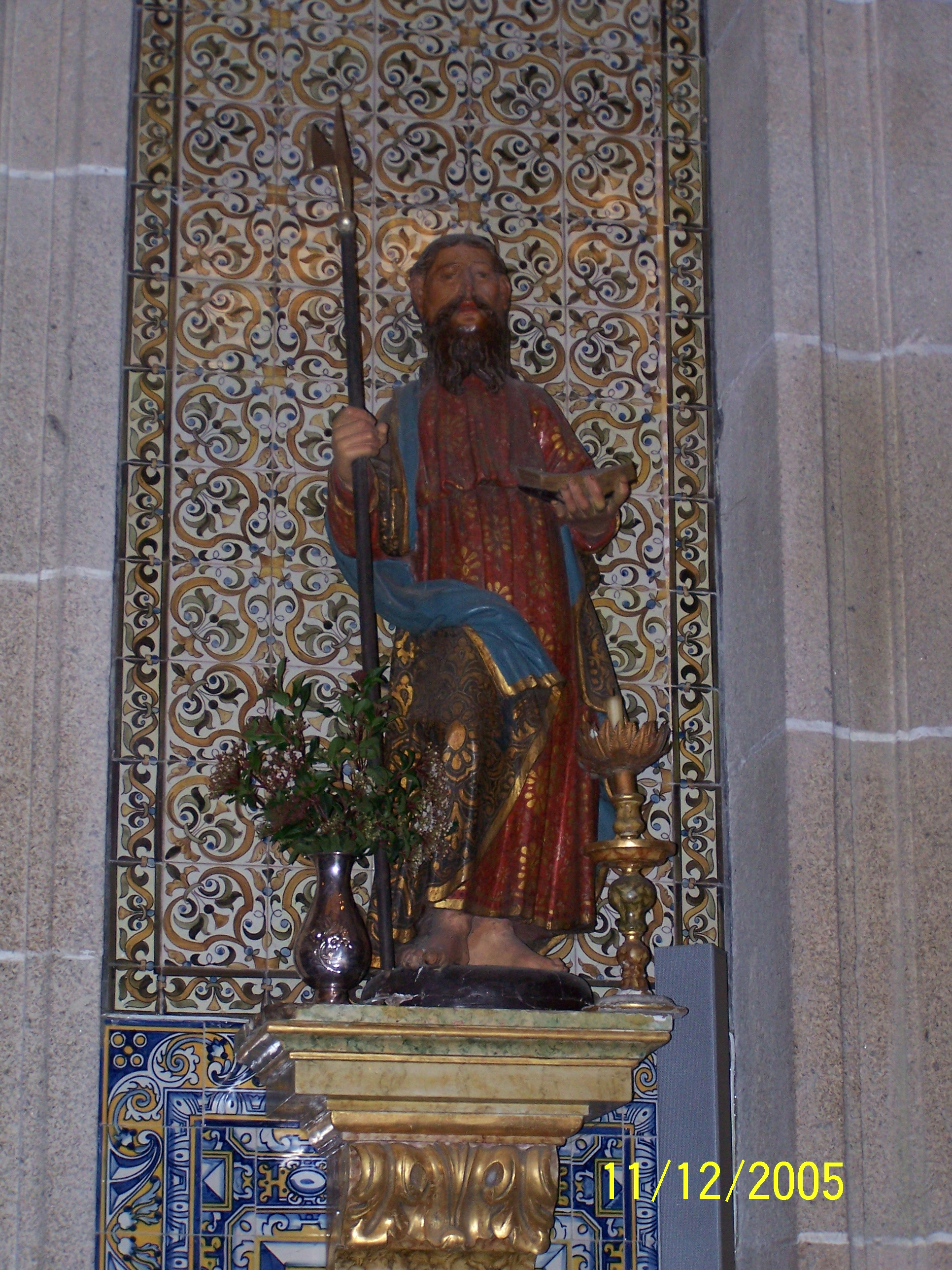
São Judas Tadeu um dos Padroeiros.

A igreja apresenta planta em cruz latina com fachada flanqueada por duas esbeltas torres. No centro do fachada rasga-se um portal de perfil maneirista, encimado por dois nichos com estátuas dos santos patronos e um enorme janelão ovalado flanqueado por dois janelões menores.
O seu interior é trabalhado em cantaria de pedra e possui bons retábulos de talha joanina do século XVIII. O altar principal foi encomendado por volta de 1754 e revela influências da talha lisboeta do período.

## Restauração e Conservação
Meados do século XX o edifício carecia de obras estruturais e mobiliário, foi quando assumiu a paróquia o Padre Adélio no ano de 1968, dando início a reformas pelo telhado, e outra grandes melhorias no seu interior e exterior, sendo construída a capela mortuária ao lado da igreja no ano de 1983.
Incentivado e patrocinado pelas famílias da freguesia, conseguiu entre os principais benefícios bancos para toda a igreja, uma capela mortuária, relógio, entre outros elementos, uma das famílias mais benfeitora foi a Família Amorim na pessoa de Eduardo da Costa Amorim (in memoriam) e sua esposa Ângela de Brito Amorim.